# ジョヴァンニ・バティスタ・フェラーリ
ジョヴァンニ・バティスタ・フェラーリ（Giovanni Baptista (またはBattista) Ferrari、1584年 - 1655年2月1日）は、イタリアのイエズス会士、グレゴリアン大学の教授である。植物図譜や、ラテン語-シリア語辞典の編集を行った。
シエナの裕福な家に生まれた。1602年にローマでイエズス会に入会し、著作のかたわら、ローマのイエズス会の大学でヘブライ語と修辞学の教授を務め、教皇の園芸の顧問を務めた。語学の才に恵まれ、21歳でヘブライ語を自由に扱い、ギリシャ語とラテン語の優れた文章を書くことができた。
ローマの実力者であったフランチェスコ・バルベリーニ枢機卿の個人植物園Horti Barberiniを管理し、植物園の植物を学び、1632年に園芸書、De Florum Culturaを出版した。添付された植物図は、最初の女性版画家とされるアンナ・マリア・ヴァリアナ（Anna Maria Variana）を含む版画家が作成した。第1版はバルベリーニに献じられた。
1646年に、柑橘類の栽培に関する著書『ヘスペリデスの園、あるいは黄金の林檎の栽培と使用法』（Hesperides sive de Malorum Aureorum Cultura et Usu Libri Quatuor）を出版した。学者で柑橘類に詳しい、カッシアーノ・ダル・ポッツォと協力し、図版は有名な版画家ヨハン・フリードリヒ・グロイテル、コルネリス・ブルーマールト、ニコラ＝ジョゼフ・フーコーらが描いた。ライムやレモン、ザクロに関して詳しい解説がされた最初の著書である。
アヤメ科植物フェラーリア(Ferraria)の属名は、フェラーリへの献名。

## フェラーリの書籍の画像

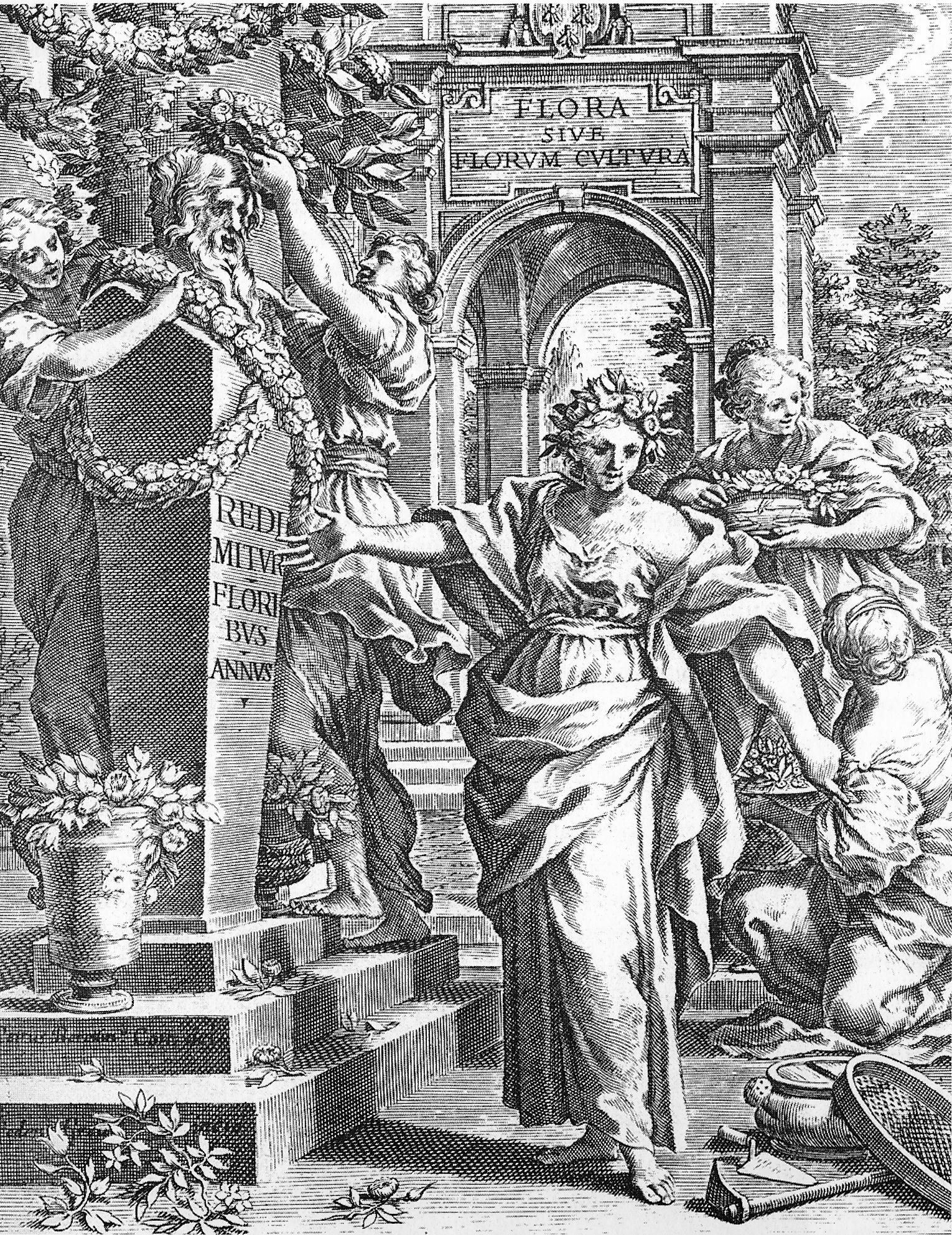
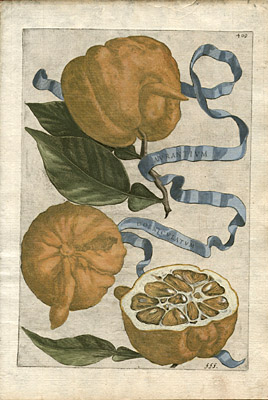
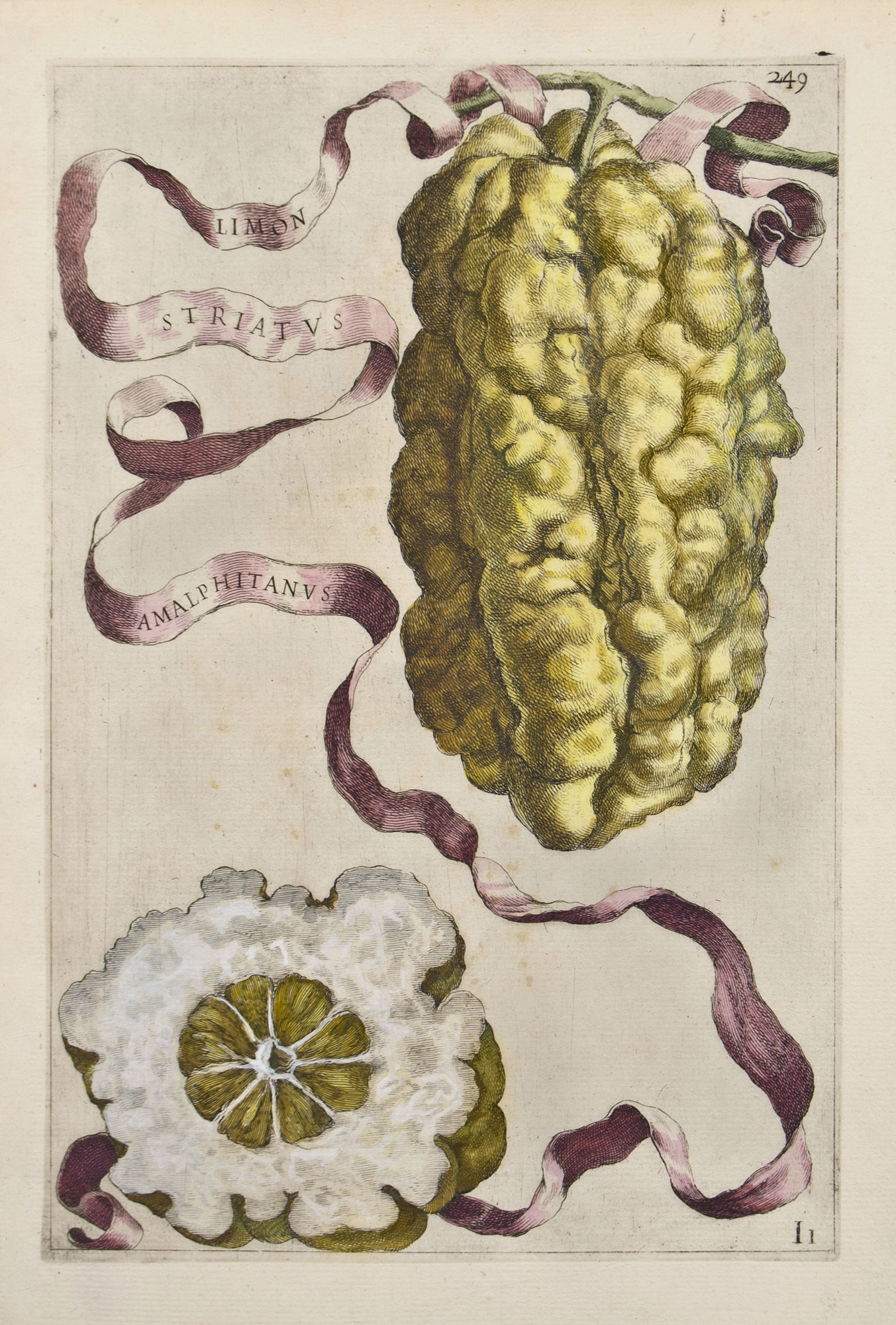
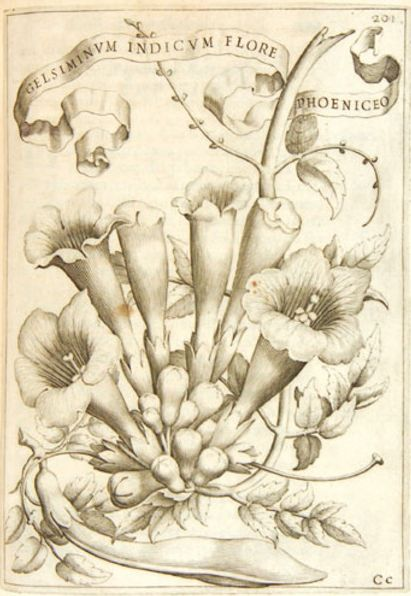

## 著書
- Hesperides Sive De Malorvm Avreorvm Cvltvra Et Vsv Libri Quatuor. Rom: Scheus; Mascardi, 1646
- De Florum Cultura. Flora Sive Florum Cultura. Rom: Paulinus, 1633
- Orationes. Rom, 1627
- Nomenclator syriacus. Rom: Paulinus, 1622